# Rungkang (Losari)
Rungkang is een bestuurslaag in het regentschap Brebes van de provincie Midden-Java, Indonesië. Rungkang telt 7081 inwoners (volkstelling 2010).